# Hubert Robert

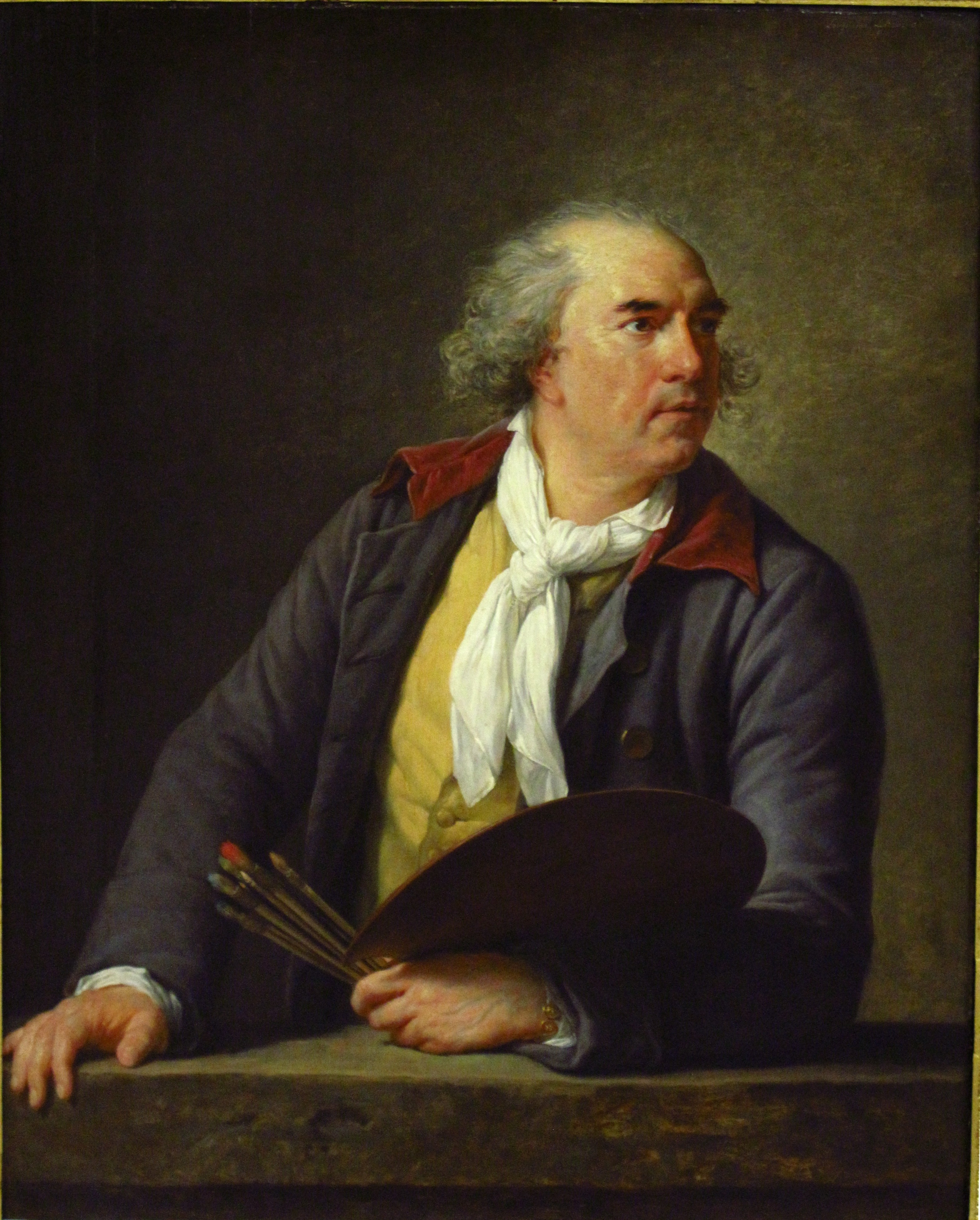
Hubert Robert por Élisabeth Vigée Le Brun - Louvre

Hubert Robert (Paris, 1733 - Paris, 1808) foi um dos principais protagonistas do barroco europeu do setecento. Célebre como pintor e decorador, foi igualmente gravurista. Actualmente, a maioria das suas obras é conservada nos mais importantes museus da Europa e do Mundo, como o Louvre, em Paris, o Getty Museum, em Nova Iorque, ou a Alte Pinakothek, em Munique.
Antes de Hubert Robert o ser, já os seus pais tinham o desejo de que seguisse a carreira artística. Assim que entrou na adolescência os seus pais ingressaram Hubert no atelier do escultor e gravurista Michel-Ange Slodtz, por recomendação de Giovanni Paolo Panini, o principal pintor barroco de cenas da cidade de Roma e das suas ruínas históricas.
Já em Itália - e a trabalhar com Panini - teve oportunidade de tomar contacto com os mais célebres artistas de toda a província mediterrânica. Contudo foi o seu mestre o pintor que maioritariamente o influenciou, que traçou o seu estilo inconsciente e profundo, clássico, robusto e boémio.
Na Roma do século XVIII a arquitectura urbana crescia a bom ritmo. Esta convivia alegre e pictoricamente com as ruínas seculares romanas. Assim, Hubert desenvolveu, a par do seu interesse pela arte clássica, um profundo - e quase súbito! - interesse na Arquitectura. Partilhou este gosto com o grande Jean-Honoré Fragonard, que, entretanto, preferia o estilo rococó.
Retornado à França, em 1765, Hubert tratou de «romantizar» o seu estilo, criando uma espécie de estilo o qual se costuma vulgarmente denominar «revivalismo Paninista».
Sob alçada do arquitecto Giovanni-Battista Piranesi, Hubert Robert foi aceite na Académie Royale. Assim tornou-se um artista muito popular e até mesmo a Nobreza o aplaudia, mesmo que com desconfiança. O seu estilo não era semelhante ao dos outros, despertava sentimentos diferentes, exigia uma sensibilidade mais ousada e delicada, era algo que nunca tinham visto. Hubert encarregou-se, e com excelência, de fazer combinar o estilo clássico com uma exuberância e ousadia - e até mesmo sensualidade - típicas do barroco. Era então um artista muito procurado pelos cortesãos e pela ascendente burguesia.
A sua primeira exibição, em 1767, foi pomposamente criticada por Denis Diderot que afirmava que «essas ideias de representação de ruínas romanas despertam nele [em mim] grandes e diversos sentimentos». Com base nesta óptima crítica Luís XVI mandou chamar Hubert Robert à corte e encomendou-lhe um projecto para uns jardins, que, infelizmente, com a decapitação do Rei, não passaram do papel.
Depois da tumultuosa Revolução Francesa, tornou-se num dos primeiros curadores do Museu do Louvre, em Paris.